# Морозівка (Пантаївська селищна громада)
Моро́зівка — село в Україні, в Олександрійському районі Кіровоградської області. Населення становить 272 осіб.

## Географія

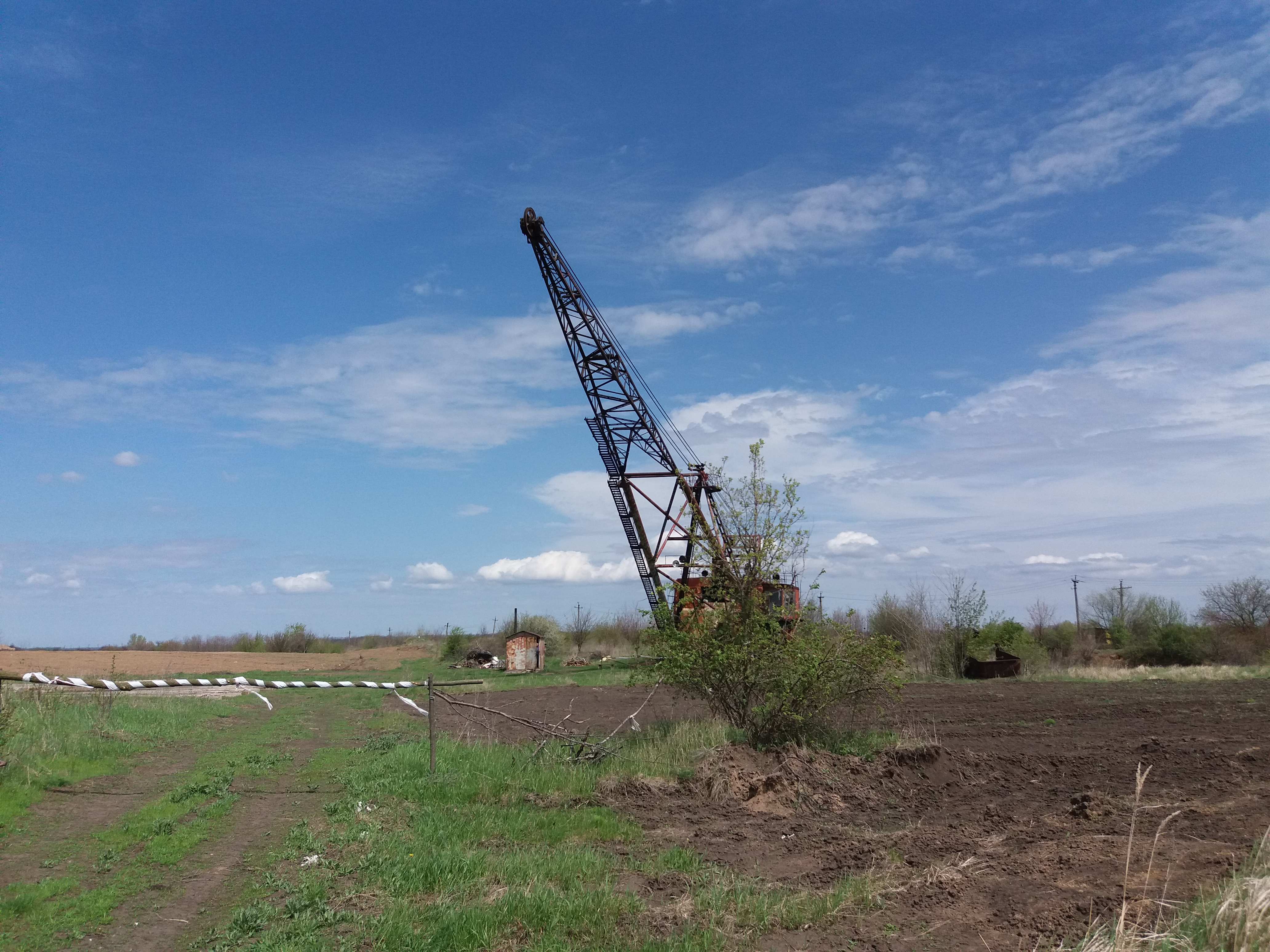
Покинутий драглайн біля Морозівського вугільного розрізу

Село Морозівка розташоване за 3 км на північ від смт Пантаївка. На південний схід від села лежить покинутий Морозівський вугільний кар'єр.

## Історія
Під час організованого радянською владою Голодомору 1932—1933 років померло щонайменше 250 жителів села.

## Населення
Згідно з переписом УРСР 1989 року чисельність наявного населення села становила 354 особи, з яких 152 чоловіки та 202 жінки.
За переписом населення України 2001 року в селі мешкали 272 особи.

### Мова
Розподіл населення за рідною мовою за даними перепису 2001 року:
| Мова       | Відсоток |
| ---------- | -------- |
| українська | 98,53 %  |
| російська  | 0,74 %   |
| циганська  | 0,37 %   |
| інші       | 0,36 %   |